# БРВ-ВІК
СК «ВІК-Волинь» — аматорський футбольний клуб із міста Володимир Волинської області. Виступає в чемпіонаті Волинської області.

## Історія
Команда виступала в чемпіонаті ААФУ 2008 року.

## Відомі вихованці
- Олександр Мартинюк
- Володимир Кравчук
- Іван Мучак
- Валерій Болденков
- Козак Артем
- Роман Карасюк